# Winnertzia subglobifera
Winnertzia subglobifera är en tvåvingeart som beskrevs av Boris Mamaev 2006. Winnertzia subglobifera ingår i släktet Winnertzia och familjen gallmyggor. Inga underarter finns listade i Catalogue of Life.